# Hradčany (ort i Tjeckien, Mellersta Böhmen)
Hradčany är en ort i Tjeckien.   Den ligger i regionen Mellersta Böhmen, i den centrala delen av landet, 60 km öster om huvudstaden Prag. Hradčany ligger 230 meter över havet och antalet invånare är 240.
Terrängen runt Hradčany är platt. Runt Hradčany är det ganska glesbefolkat, med 34 invånare per kvadratkilometer. Närmaste större samhälle är Kolín, 15,2 km söder om Hradčany. Trakten runt Hradčany består till största delen av jordbruksmark.